# (11095) Havana
(11095) Havana (1994 PJ22) – planetoida z pasa głównego asteroid okrążająca Słońce w ciągu 5,67 lat w średniej odległości 3,18 j.a. Odkryta 12 sierpnia 1994 roku.